# Gatineau

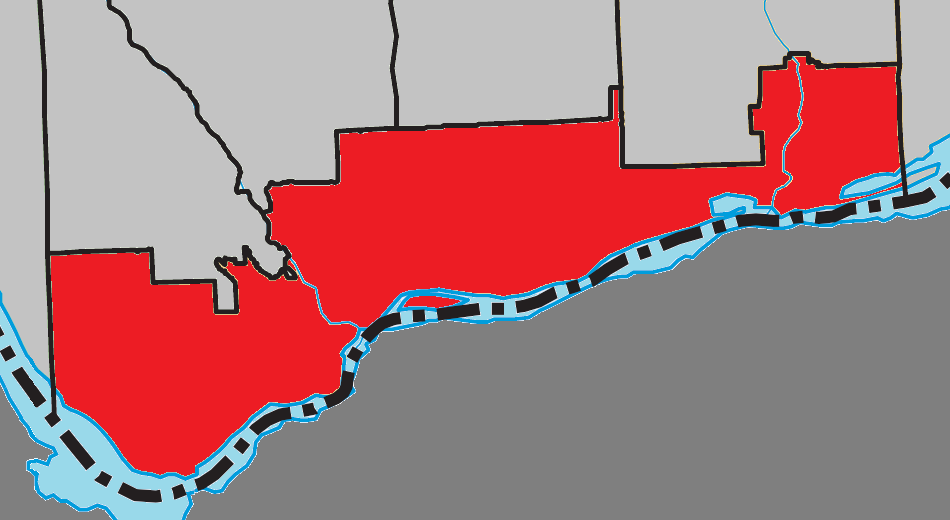
Gatineau (rot), umliegende Gemeinden in Québec (hellgrau) und Ontario (dunkelgrau)

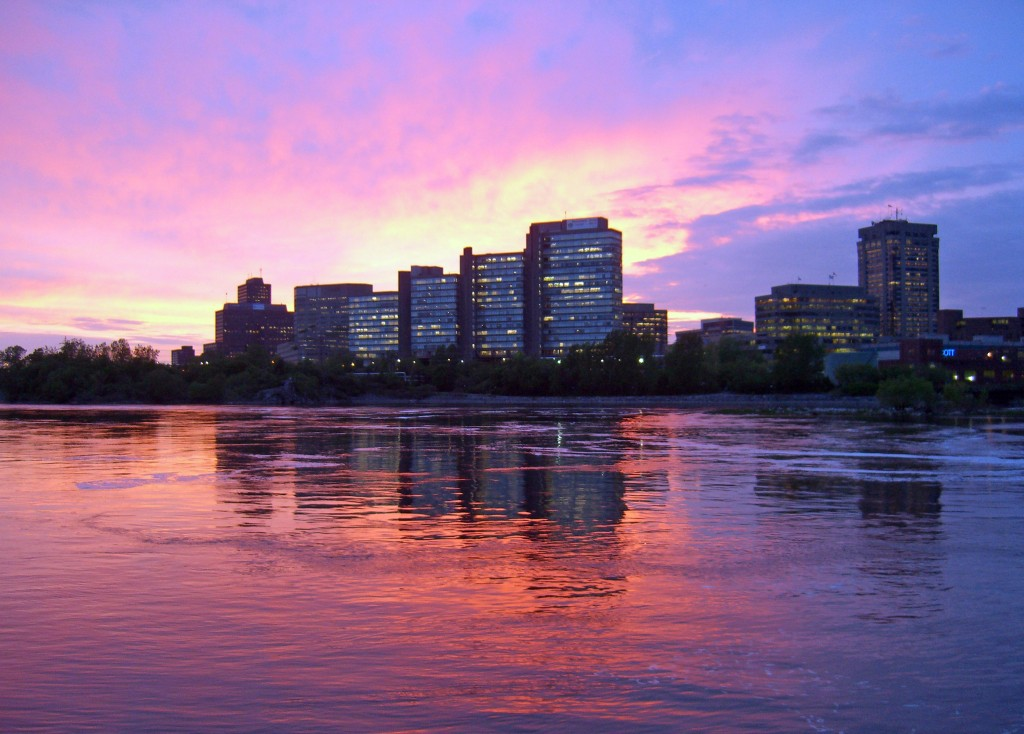
Abendliches Gatineau

Gatineau ist eine Stadt in Kanada. Sie liegt im westlichen Teil der Provinz Québec am Ottawa (Fluss) (französisch Rivière des Outaouais) und zählt 276.245 Einwohner. Die Hauptstadt der Verwaltungsregion Outaouais ist nach Montréal, Québec und Laval die viertgrößte Stadt der Provinz.
Direkt südlich von Gatineau – lediglich durch den Ottawa River voneinander getrennt – befindet sich die kanadische Hauptstadt Ottawa. Beide Städte bilden zusammen die Metropolregion (Census Metropolitan Area) Ottawa-Gatineau, die eine Fläche von 6767 km² umfasst und insgesamt 1,32 Mio. Einwohner aufweist. 2011 betrug die Einwohnerzahl 1,24 Mio. Ottawa-Gatineau, auch National Capital Region genannt, ist damit die viertgrößte Census Metropolitan Area in Kanada (nach Toronto, Montréal und Vancouver) und die einzige, deren Gebiet sich über zwei Provinzen verteilt (Ontario, Québec).

## Zusammenschluss 2002
Gatineau wurde am 1. Januar 2002 durch Zusammenlegung der Gemeinden Hull, Gatineau, Buckingham, Aylmer und Masson-Angers gegründet. Die durch die damalige Provinzregierung von Québec initiierten städtischen Zusammenschlüsse erfolgten mit dem Ziel, reichere Vororte bzw. Städte und die zumeist ärmeren innerstädtischen Gebiete wieder zu vereinigen. Kritik gab es deshalb vor allem sowohl von Seiten englischsprachiger Bewohner als auch von reicheren Vorstadtbewohnern. Im Zuge der Zusammenlegungen gingen in der Provinz Québec ca. 200 Städte und Gemeinden in neu gebildete Städte auf.
Hull-Gatineau wurde als Name der neuen Stadt nach Meinungsumfragen von einem Großteil der Bürger bevorzugt, da sich in Hull die ersten städtischen Siedlungsstrukturen entwickelt hatten. Da aber Gatineau die größere Bevölkerungszahl stellte, wurde Gatineau als Name für die neue Stadt gewählt. Einerseits sollte der Name französisch klingen, andererseits gab es auf dem Stadtgebiet bereits einige geographisch markante Objekte, die Gatineau als Name trugen (z. B. Gatineau-Park, Gatineau Hills, Rivière Gatineau).

## Sozialräumliche Gliederung
Das Stadtgebiet von Gatineau erstreckt sich über eine Fläche von 342 km² und unterteilt sich in 17 Distrikte, von denen sich sieben auf dem Gebiet des alten Gatineau, fünf auf dem Gebiet von Hull, drei in Aylmer und jeweils einer in Masson-Angers und Buckingham befinden. Das frühere Gatineau zählt dabei 111.069 Einwohner, Hull 72.160, Aylmer 42.992, Masson-Angers 11.269 und Buckingham 11.884.

### Bevölkerungsentwicklung
(Gebietsstand: 1. Januar 2002)
- 1996: 220.585
- 1997: 222.193
- 1998: 223.665
- 1999: 225.052
- 2000: 227.959
- 2001: 231.344
- 2002: 235.038
- 2003: 239.067
- 2004: 243.259
- 2005: 246.695
- 2006: 249.374
- 2011: 265.349[3]
- 2016: 276.245[1]

## Wirtschaft und Infrastruktur

### Wirtschaft
Aufgrund der Nähe der Bundeshauptstadt Ottawa haben mehrere Behörden und Ministerien des Bundes ihren Sitz in Gatineau, darunter Employment and Social Development Canada, Environment and Climate Change Canada, Public Services and Procurement Canada, Indigenous and Northern Affairs Canada, Transportation Safety Board of Canada sowie Canadian International Development Agency.

### Bildung
In der Stadt befindet sich ein Campus der Université du Québec, an der ca. 6.000 Studenten in 14 Fachbereichen in Bachelor- oder Masterstudiengängen eingeschrieben sind. Daneben gibt es zwei private Junior Colleges, die sich auch auf dem Campus befinden. Außerdem betreibt die National Autonomous University of Mexico (UNAM) einen Campus in Gatineau.
Gatineau verfügt über mehrere städtische Grundschulen und High Schools, die bis zur 12. Klasse führen. In einigen Klassen ist Französisch die Unterrichtssprache, in anderen Englisch. Daneben gibt es auch Privatschulen, die bis zur 12. Klasse mit dem High-School-Abschluss führen. Alle Schulen unterstehen der Aufsicht des Western Quebec School Board.
Das Cégep de l’Outaouais, das einer deutschen Fachoberschule oder Fachschule für Assistentenberufe ähnelt und auf ein Studium vorbereitet, hat zwei Standorte in der Stadt, den Campus Gabrielle Roy und den Campus Félix-Leclerq.

## Kultur und Sehenswürdigkeiten

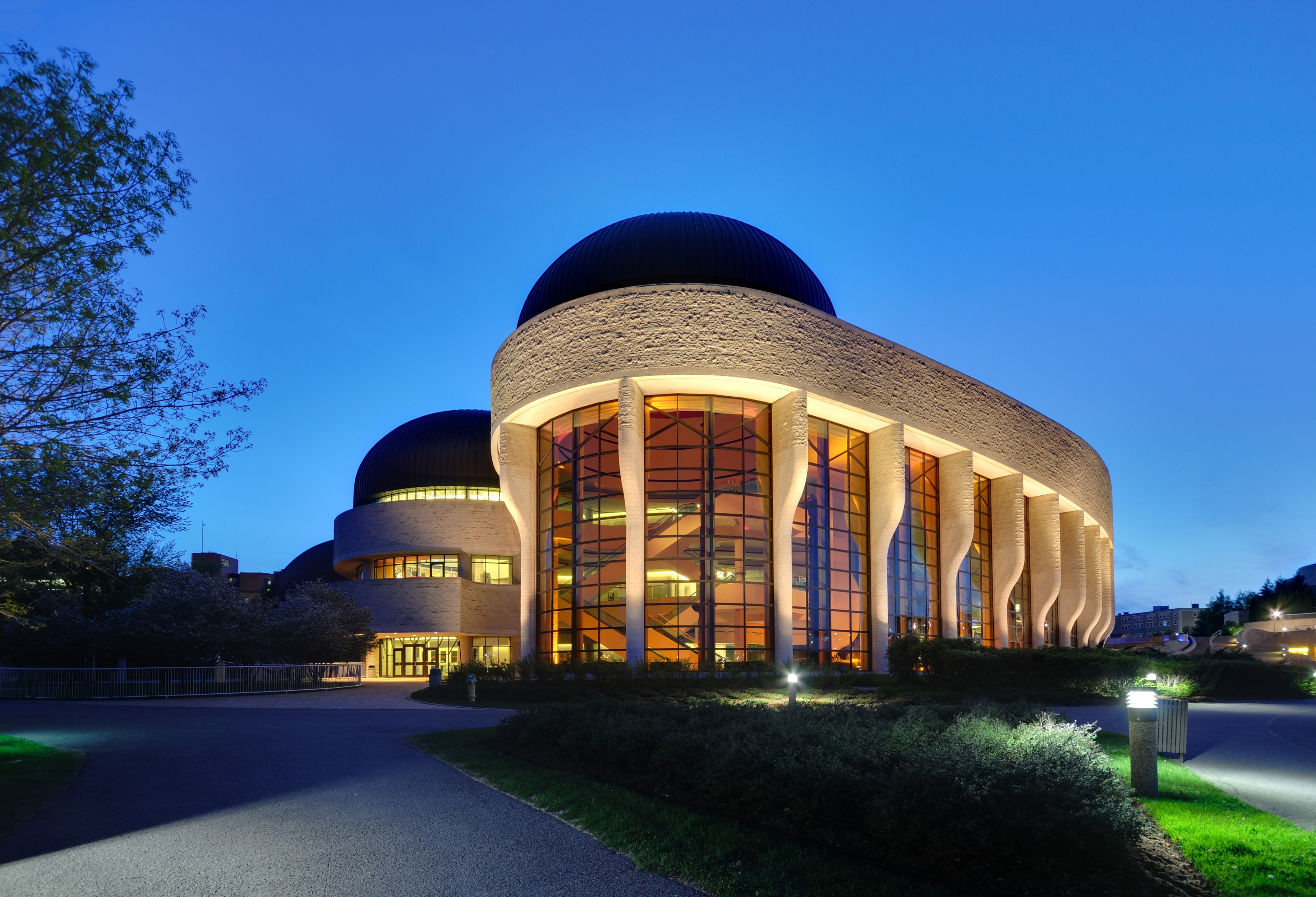
Nächtlich beleuchtetes Museum für Geschichte und Gesellschaft

In Gatineau befindet sich Kanadas Nationalmuseum für Geschichte und Gesellschaft, eines der größten Museen Kanadas.

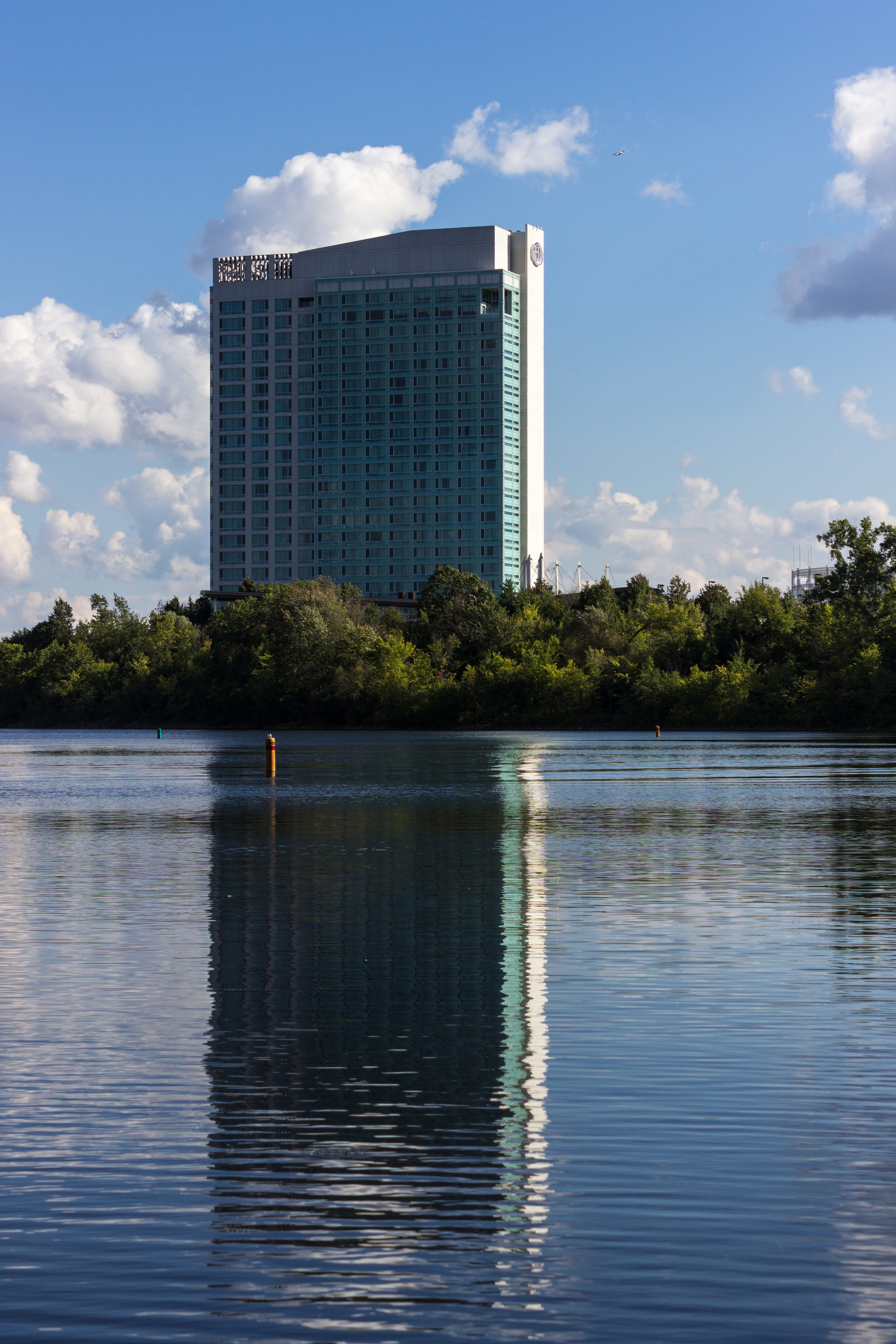
Hilton-Hotel neben dem Casino am Leamy-See

Am Leamy-See befindet sich ein Casino, das viele Touristen anlockt.
In etwa 20 km Entfernung liegt die Gatineau Satellite Station, allerdings auf dem Gebiet der Gemeinde Cantley.

## Verkehr
Der Gatineau-Ottawa Executive Airport ist der lokale Flughafen der Stadt, auf dem vorwiegend kleinere Passagiermaschinen verkehren. Der Flughafen verbindet Gatineau mit größeren Flughäfen in Montreal und Quebec. Die nächstgelegenen internationalen Flughäfen sind der Ottawa Macdonald-Cartier International Airport und der Montréal-Pierre Elliott Trudeau International Airport.
In Gatineau verkehren Busse der öffentlichen Personennahverkehrsunternehmen OC Transpo aus Ottawa sowie Société de transport de l’Outaouais aus Gatineau. Der Bau eines Straßenbahnnetzes ist geplant.
Es gibt mehrere Landstraßen und Autobahnen, die an Gatineau vorbeiführen. Wichtige Autobahnstrecken sind der Ontario Highway 417 und Quebec Autoroute 50. Diese verbindet die Region mit Montreal.
Einige Straßen werden als sogenannte  Promenades panoramiques von der Commission de la capitale nationale verwaltet, sie sollen hauptsächlich dem Freizeitverkehr dienen und sind deshalb für LKW gesperrt. An den Sommerwochenenden werden einige Scenic Parkways für den motorisierten Verkehr gesperrt und dienen Fußgängern, Rollschuhfahrern und dem Radverkehr.

## Söhne und Töchter der Stadt
- Hector Gratton (1900–1970), Komponist, Arrangeur, Dirigent und Musikpädagoge
- Stanley Stanyar (1905–1983), Ruderer
- Gerry Gravelle (1934–2022), Skispringer
- Carsten Stroud (* 1946), Schriftsteller
- Daniel Lanois (* 1951), Musiker und Musikproduzent
- Michel Larocque (1952–1992), Eishockeytorwart
- Denis Savard (* 1961), Eishockeyspieler und -trainer und Mitglied der Hockey Hall of Fame
- Isabelle Duchesnay (* 1963), Eiskunstläuferin
- Claude Lemieux (* 1965), Eishockeyspieler
- Stéphane Richer (* 1966), Eishockeyspieler und -trainer
- François Guay (* 1968), Eishockeyspieler
- Dominic Roussel (* 1970), Eishockeytorwart
- Steve Martins (* 1972), Eishockeyspieler
- Éric Landry (* 1975), Eishockeyspieler und -trainer
- Daniel Brière (* 1977), Eishockeyspieler
- Janice Nadeau (* 1977), Illustratorin, künstlerische Leiterin und Animationsfilmerin
- Pierre-Alexandre Parenteau (* 1983), Eishockeyspieler
- Caroline Monnet (* 1985), franko-kanadische Regisseurin und Bildhauerin
- Alexandre Picard (* 1985), Eishockeyspieler
- Derick Brassard (* 1987), Eishockeyspieler
- Ariane Bonhomme (* 1995), Radsportlerin
- Antoine Cyr (* 1998), Skilangläufer
- Audrey Leduc (* 1999), Sprinterin
- Mélodie Collard (* 2003), Tennisspielerin